# Jai Johanny Johanson

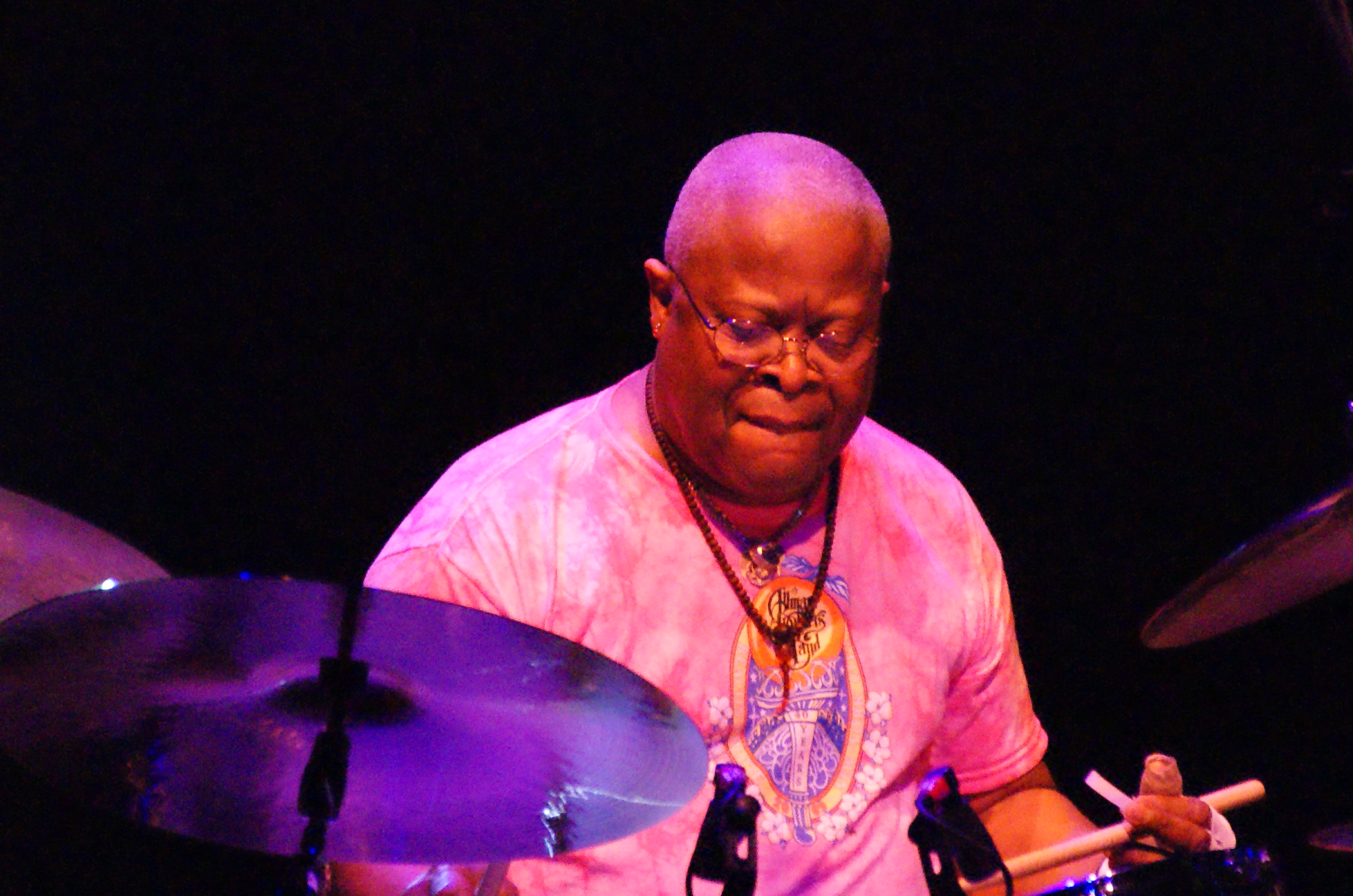
Jai Johanny Johanson, März 2009

Jai Johanny „Jaimoe“ Johanson (* 8. Juli 1944 in Ocean Springs, Mississippi) ist ein US-amerikanischer Schlagzeuger und Perkussionist. Er wurde vor allem als Gründungsmitglied der Allman Brothers Band bekannt.

## Leben
Johanson machte Mitte der 1960er Jahre im Rhythm and Blues auf sich aufmerksam. 1966 zählte er zur Begleitband von Otis Redding und tourte anschließend als Schlagzeuger mit Sam & Dave. Zu einem Engagement bei Curtis Mayfield, für das ein Angebot bestand, kam es jedoch nicht. Johanson wurde als erster Musiker von Duane Allman angesprochen an dessen neuer Gruppe teilzunehmen. Die Allman Brothers Band erlangten dann mit At Fillmore East 1971 ihren kommerziellen Durchbruch.
Johanson blieb bei der Formation bis zu ihrer ersten Trennung 1976. Danach gründete er zusammen mit den anderen beiden Ex-Mitgliedern Chuck Leavell und Lamar Williams die Jazzrockgruppe Sea Level und nahm die beiden Studioalben Sea Level und Cats on the Coast auf, bevor er 1979 an der Reunion der Allman Brothers Band beteiligt war. Die beiden Aufnahmen erreichten in den Billboard 200 Charts Platz 43 und Platz 31. Der Name Sea Level ist ein Wortspiel in englischer Sprache mit dem Namen des Sängers „C. Leavell“.
Johanson musste jedoch 1980 aufgrund von personellen Querelen die Allman Brothers Band verlassen, bevor diese sich wenig später ein weiteres Mal trennen sollten. Daher ist das Studioalbum Brothers of the Road von 1981 die einzige Aufnahme der Gruppe ohne Johanson.
Bei der nächsten Reformation der Allman Brothers Band 1989 nahm der Schlagzeuger wieder teil. Er blieb seitdem festes Mitglied der Gruppe trotz diverser Wechsel insbesondere an den beiden Gitarrenpositionen.
Johanson wurde 1995 als Teil der Allman Brothers Band in die Rock and Roll Hall of Fame aufgenommen. Der Rolling Stone listete ihn 2016 gemeinsam mit Bandkollegen Butch Trucks auf Rang 71 der 100 größten Schlagzeuger aller Zeiten.
In den Auszeiten der Formation ist Johanson in seiner Jaimoe`s Jasssz Band aktiv, mit der er 2011 Renaissance Man aufnahm.

## Diskographie

### The Allman Brothers Band
siehe Artikel The Allman Brothers Band

### Sea Level
- Sea Level, 1977[11]
- Cats on the Coast, 1977[12]

### Jaimoe`s Jasssz Band
- Renaissance Man, 2011

### Diverse Gastbeiträge
- Ton-Ton Macoute! von Johnny Jenkins, 1970
- Wet Willie II von Wet Willie, 1972
- Dinnertime von Alex Taylor, 1972
- D&B Together von Delaney & Bonnie, 1972
- Laid Back von Gregg Allman, 1973
- Drippin´ Wet von Wet Willie, 1973
- The Marshall Tucker Band von The Marshall Tucker Band, 1973
- Honest to Goodness von Grinderswitch, 1974
- A New Life von The Marshall Tucker Band, 1974
- The Gregg Allman Tour von Gregg Allman, 1974
- One of a Kind von Bobby Whitlock, 1975
- Nightrider von Charlie Daniels Band, 1975
- Boyer and Talton von Cowboy, 1975
- Saddle Tramp von Charlie Daniels Band, 1976
- Cowboy von Cowboy, 1977
- Carolina Dreams von The Marshall Tucker Band, 1977
- The Roots Remains von Charlie Daniels Band, 1996
- The Colour of Love von Ronnie Earl & The Broadcasters, 1997
- Butler Field von Caroline Aiken, 1997
- Writers of the Silverwolf von Caroline Aiken, 2000
- The Women of Silverwolf von Caroline Aiken, 2000
- Caroline Aiken von Caroline Aiken, 2003
- 6th Avenue Romp von Chico Hamilton, 2006
- Back on the Blues Train von Pete Scheips, 2008[13]